# Emil F. Karsten

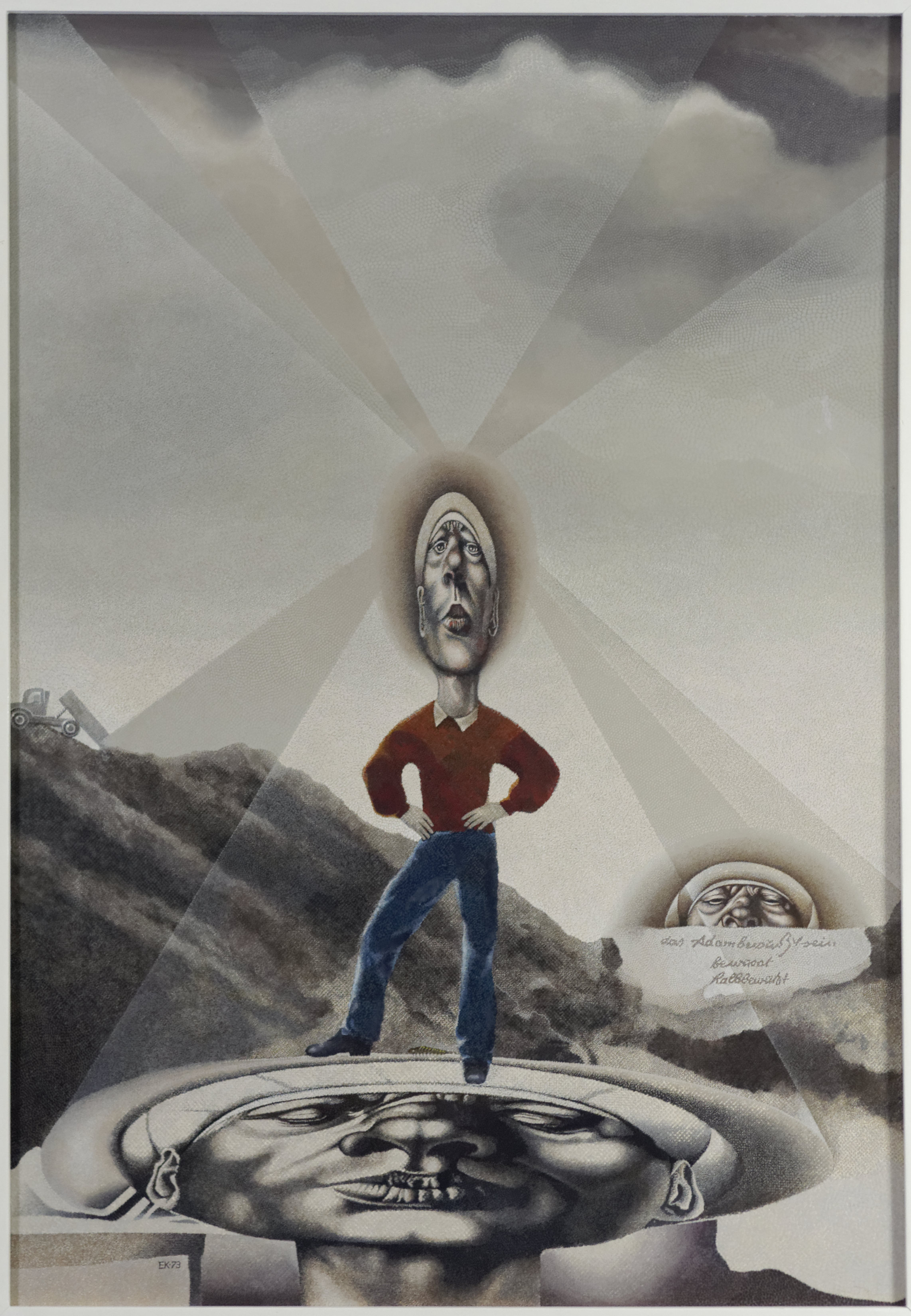
Das Bildnis des Herrn A. nach der Entstörung seines Selbstverständnisses.

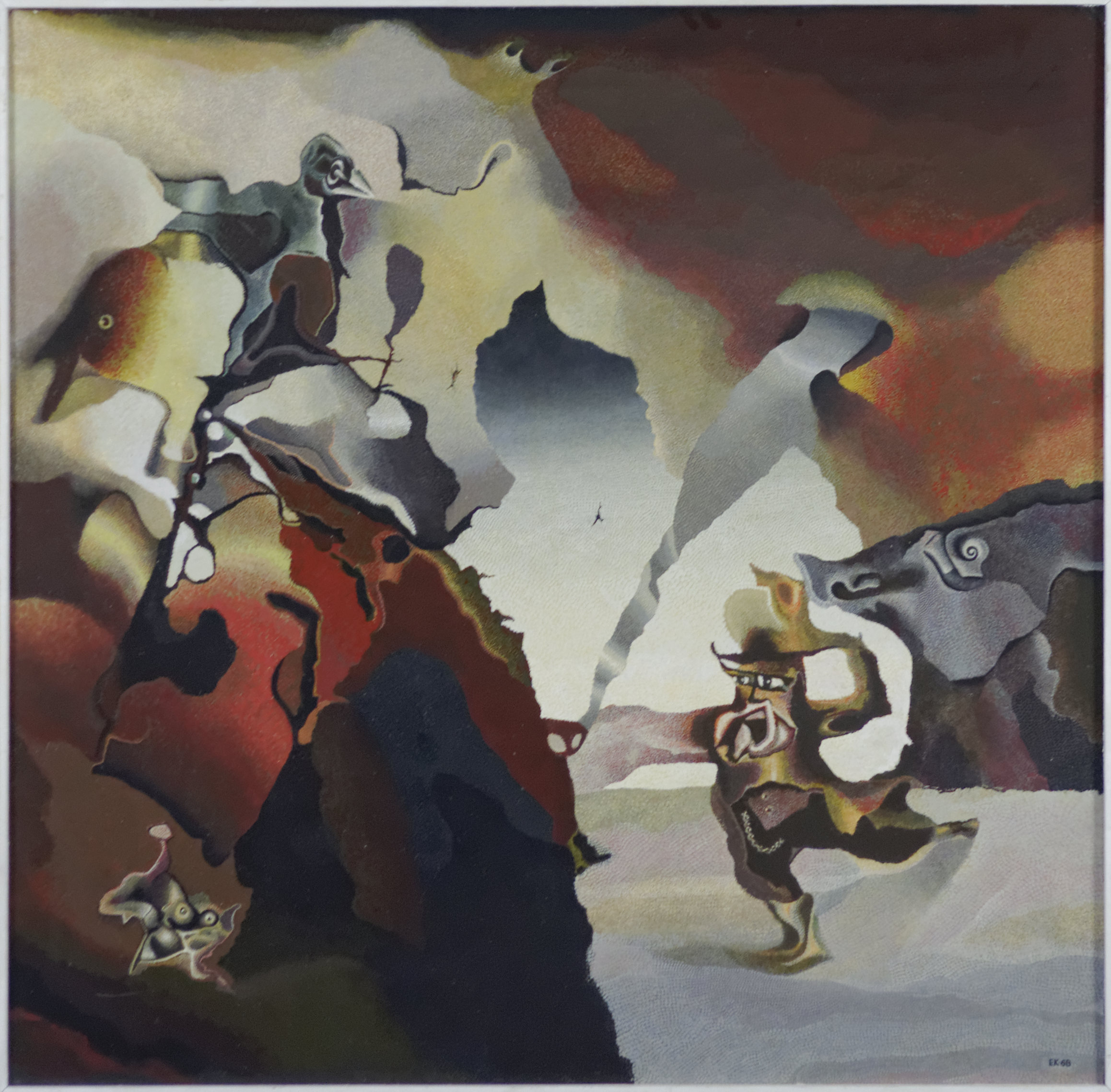
Dialog II mit Schlittschuhlaufendem Eisteufel

Emil F. Karsten (* 12. Dezember 1910 in Essen; † 13. August 1993 in Bad Lippspringe) war ein deutscher Maler, Grafiker und Kalligraf sowie Professor an der Hochschule für Gestaltung in Bremen.

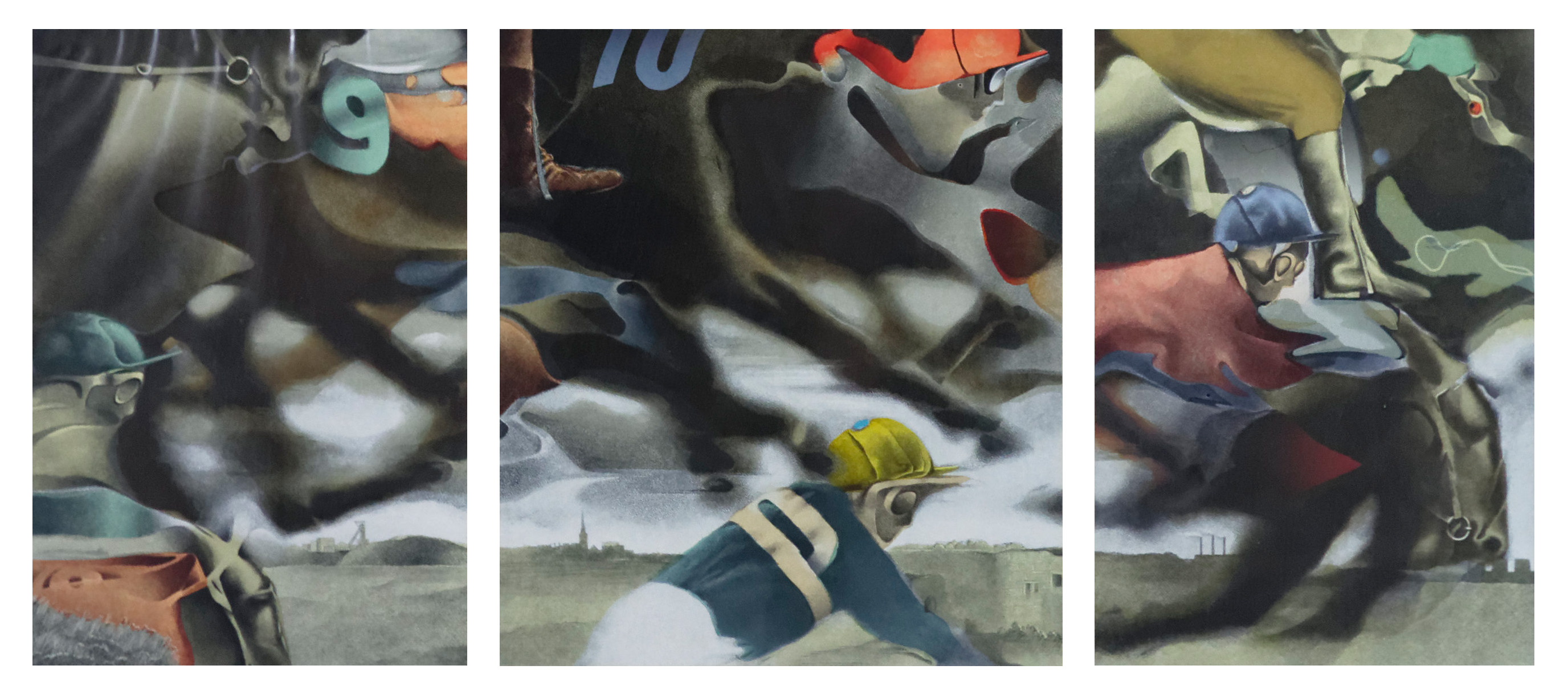
Triptychon ARAL-Pokal

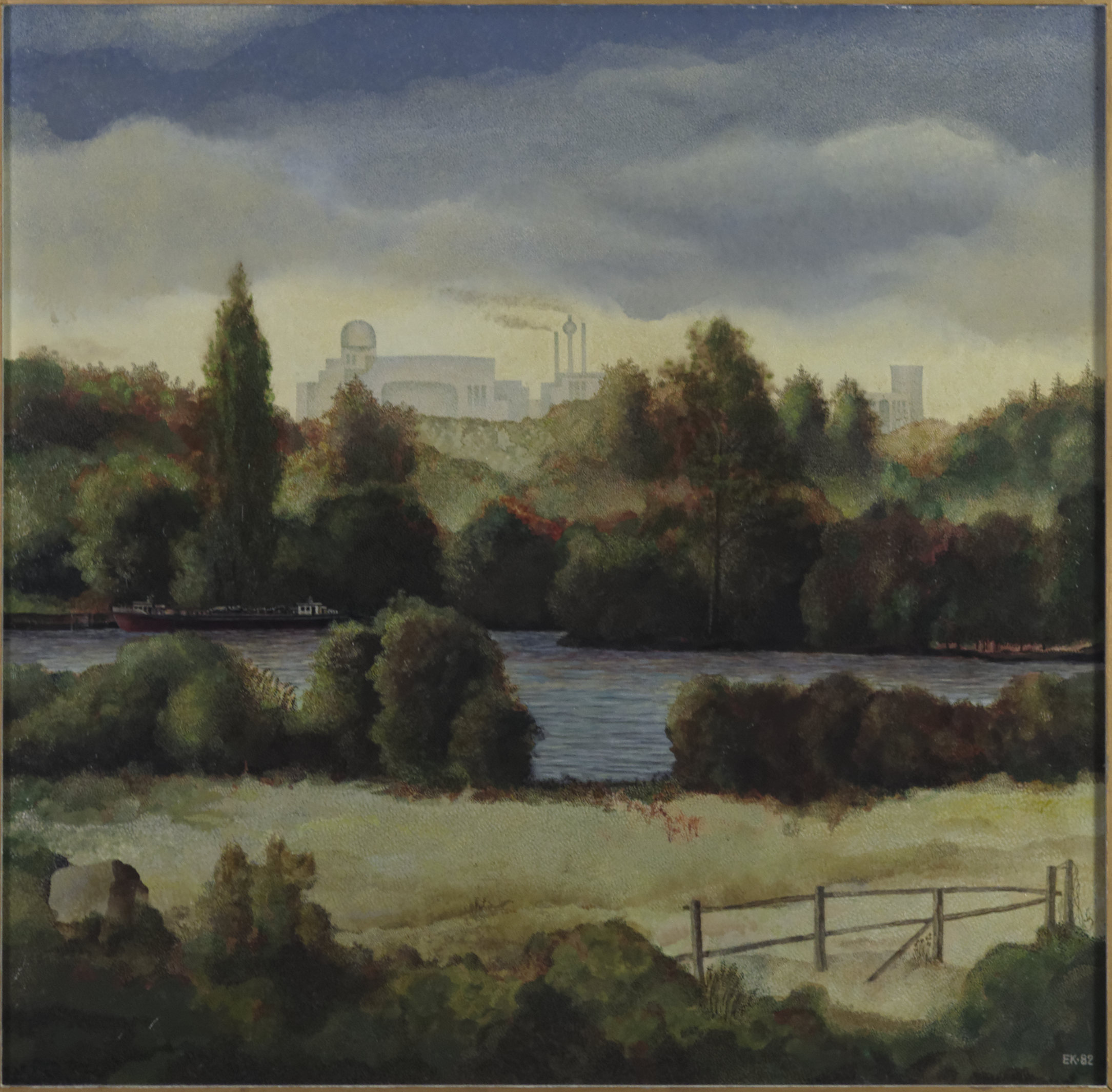
Neckar-Phantasie

## Leben
Karsten arbeitete nach seiner Schulausbildung zunächst als Bautechniker. Von 1934 bis 1937 studierte er an der Folkwangschule seiner Heimatstadt Essen anfangs Architektur und besuchte später die Klasse für Dekorative Malerei. Sein Studium finanzierte er durch Arbeit als Bergmann und Kinomaler. Nach Wehrmachtszeit, Kriegsdienst und Gefangenschaft (1937–1946) ging er nach Stuttgart und studierte dort von 1946 bis 1949 an der Staatlichen Akademie der Bildenden Künste. Seine Hauptstudiengebiete waren freie und angewandte Grafik. Er war Meisterschüler von F. H. Ernst Schneidler.
Ab 1949 war Karsten Gastdozent für Schriftgeschichte am 1942 als Büchereischule Stuttgart gegründeten späteren Süddeutschen Bibliothekar-Lehrinstitut. Dieses Institut leitete er von 1954 bis 1956. Daneben war er freiberuflich für zahlreiche Verlage, u. a. in Stuttgart und Tübingen, als Illustrator und Umschlagentwerfer tätig. Ab 1956 war er Dozent an der Staatlichen Kunstschule Bremen, wo er Schriftgrafik und Zeichnen lehrte. 1969 wurde die Institution zur Akademie für Gestaltung umbenannt. 1970 folgte die Umwandlung in die Bremer Hochschule für Gestaltung, an der Karsten fortan bis zu seiner Verabschiedung 1976 eine Professur hatte.
Karsten lebte von 1946 bis 1986 in Stuttgart und ab November 1986 in Bad Lippspringe. Es gab zahlreiche öffentliche Ankäufe seiner Werke sowie 18 internationale Einzel- und Gruppenausstellungen.

## Malerei
Während Emil Karstens Studienzeit in Essen entstanden erste Porträtarbeiten, wie 1935 die Bleistiftzeichnung Meine Mutter. Nachdem Karsten in der Kriegszeit weitere Porträts geschaffen hatte, befasste er sich in seinem nachfolgenden Studium in Stuttgart auch mit anderen Motiven und freien Kompositionen. So entstand zum Beispiel 1950 unter dem Einfluss der Lehre von Professor Schneidler das in Tempera gemalte Bild Geometrische Komposition, dem eine Schlüsselrolle in der Stilentwicklung von Karsten zugesprochen wird. Ähnliche Ordnungsprinzipien enthält die im selben Jahr ebenfalls unter Schneidlers Einfluss entstandene Arbeit Kosmischer Wirbel (Öl auf Leinwand). Beeinflusst durch das künstlerische Werk des 1934 verstorbenen, ehemaligen Stuttgarter Akademielehrers Adolf Hölzel entstanden die Bilder Planten un Blomen und Vogelbild (Öl auf Leinen). Karsten experimentierte mit verschiedenen Maltechniken. So entstanden Werke im Stil des Pointillismus mit surrealistischen Elementen, die Karsten als „kongeniale Ergänzung zur Kalligraphie“ verstand. Das Triptychon ARAL-Pokal. Rennen in Horst-Emscher (Öl auf Karton) bezeichnete Karsten als eines seiner bedeutendsten Werke.
Surrealistische Kompositionen bestimmten auch seine späteren Bilder, die er sowohl während seiner Bremer Dozententätigkeit als auch im Ruhestand schuf und bei denen er oft die Verbindung zur Schrift suchte.

## Kalligrafie
Teil des Gesamtschaffens von Karsten war eine frühe gestalterische Auseinandersetzung mit der Schrift. Die Begeisterung für die differenzierte Formwelt der Buchstaben war für ihn ein unvergleichliches Mittel für ein ausgeprägtes Formverständnis bzw. Formvermögen. Nicht nur formale Richtigkeit und Exaktheit sind wichtig, sondern konventionelle, d. h. historische Bestimmtheit gleichermaßen (O-Ton von Prof. Emil Karsten). Der Versuch eine adäquate, aktuelle Schriftform mit der formalen Aktualisierung einer historischen Schriftvorlage zu erreichen, ist Karsten in der handgeschriebenen Schöpfungsgeschichte von OVID in sehr schönem Maße gelungen. Er sagte, unsere Zeit (1980) interessiert sich nicht mehr für Schriften und Schriftformen. Das hängt einmal mehr mit dem Fortschritt im Bereich der elektronischen Mittel im gesamten Druckschriftenbereich, mit Computerschrift, Fotosatz und mechanisiertem Buchdruck zusammen. Die unaufhaltbare Entwicklung geht naturgemäß zu Lasten anspruchsvoller Ästhetik des Schrift- und Druckbildes. Die früher selbstverständlichen Forderungen, beispielsweise nach wohlausgewogenen Zwischenräumen der einzelnen Buchstaben und Wörter, nach einem ansprechenden Verhältnis des Druckspiegels zum Papierrand, nach einer dem Wesen des gedruckten Textes sinnvoll entsprechenden Typenwahl, kommen kaum je noch zum Zuge.
1965 übernahm er die Gestaltung eines neuen Chroniktextes im Bremer Rathaus, der anlässlich der im selben Jahr stattfindenden Tausendjahrfeier der Hansestadt von Staatsarchivdirektor Karl H. Schwebel entworfen und von Karsten an einer Wand in der oberen Rathaushalle des Alten Rathauses ausgeführt wurde. Er verwendete dafür eine von ihm geschaffene Schrift im gotischen Duktus.

## Auszeichnungen
- 1956: 1. und 4. Preis für seine schriftgrafischen Arbeiten beim Nationalen Olympischen Kunstwettbewerb im Haus der Deutschen Kunst in München[1]

## Ausstellungen (Auswahl)
Einzelausstellungen:
- Schrift und Bild, Oldenburg, Landesmuseum für Kunst und Kulturgeschichte im Oldenburger Schloss 1962
- Kalligraphie – Schrift und Bild, Bremen, Staatsbibliothek 1962
- Schrift und Bild, Essen, Jugendzentrum 1964
- Bremen, Galerie Schnoor 1968
- Hamburg, Galerie für zeitgenössische Kunst 1969
- Bremerhaven, Kunsthalle 1971[5]
- Münster (Westfalen), Galerie für zeitgenössische Kunst 1973
- Essen-Ruhr, Wirtschaftsverband bildender Künstler NRW
- Bremen, Studio Stavendamm 1976
- Bietigheim, Rathaus

Gruppenausstellungen:
- Kunsthalle Tübingen
- München, Haus der Deutschen Kunst 1956
- Bremen, Kunsthalle 1960/61[6]
- Basel, Internationale Kunstmesse 1962 und 1973
- Brüssel, Internationale Kunstmesse 1964
- Brüssel, 1. Belgische Kunstmesse 1974

## Publikationen
- Emil F. Karsten, Karl Bachler (Werkbetrachtung), Günter Jacki (Erläuterungen zum Schriftteil): Ölbilder, Graphik, Schrift. Cantz’sche Druckerei, Stuttgart 1982.
- Emil Karsten, Karl Bachler (Vorwort), Siegfried Salzmann (Bildbeschreibungen): Ölbilder von 1967–1970. Selbstverlag, o. J. (nach 1970).
- Werner Klose: Markgraf Willehalm. Die Geschichte eines Ritters. Wolfram von Eschenbach nacherzählt. Illustrationen: Emil Karsten. Heliopolis-Verlag, Tübingen 1955, DNB 452458447.

## Bilderläuterungen
- Das Bildnis des Herrn A. nach der Entstörung seines Selbstverständnisses, Öl auf Karton, 1973 (79 × 114 cm). „… Das Bild bezieht sich mit freundlicher Ironie auf einen Star des modernen Kunstmarktes: Nicht Karsten hat die wie in der Zentrifuge verformten Kopie erfunden, sondern ein Protagonist der Wiener Phantastischen Schule. »Rudolf Hausner, der sich mit einem Adam-Komplex herumschlägt. Seine wirbelnden  Flachköpfe können schon zum Spott reizen«, so Emil F. Karsten …“,  »Weser-Kurier«, 142, 19. Juni 1973. – Das Bild wurde auf der Basler Kunstmesse 1973 ausgestellt.
- Dialog II mit Schlittschuhlaufendem Eisteufel, Öl auf Karton, 1968 (101 × 100 cm). Der Schlittschuhlaufende Eisteufel mit aufgerissenem Maul, die Weste und Uhrkette des  bürgerlichen Biedermanns hält mühsam Balance.
- Triptychon ARAL-Pokal, Öl auf Karton, 1972 (270 × 150 cm). Bemerkung des Künstlers: „Ich wuchs als Kind im Gelsenkirchener Stadtteil Horst-Emscher auf und ging dort auch zur Schule. Wie alle anderen Jugendlichen interessierten mich Rennbahn und Pferderennen. Die Erinnerung an die vorbeirasenden Pferde mit den bunten Jockeys hat sich mir tief eingeprägt. So lange Jahre habe ich diese Eindrücke mit mir herumgetragen, dass ich die Motive noch im vorgerückten Alter in Bilder bannte. In meiner kindlichen Perspektive hatte ich den Eindruck gewonnen, als hätten sich stampfende Pferdehufe mit den Rädern eines Eisenbahnzuges verschwistert. Ich wohnte neben einer Eisenbahnstrecke. Ich würde die darstellerische Methode von Aral-Pokal einen versetzten Realismus nennen. Die durchgehende Linie im Hintergrund ist durch eine Bergwerksanlage (links) gekennzeichnet, durch die Kirche und Schule von Horst Emscher, durch die Ruinen von Schloss Horst und rechts die Gelsenberg AG.“ (Aral)
- Neckar-Phantasie, Öl auf Karton, 1982 (74 × 73 cm) mit dem Kraftwerk Marbach im Hintergrund.